# HMS Cleopatra (33)
HMS Cleopatra (33) là một tàu tuần dương hạng nhẹ thuộc lớp Dido của Hải quân Hoàng gia Anh Quốc được đưa ra hoạt động trong Chiến tranh Thế giới thứ hai. Nó ngừng hoạt động vào năm 1953 và bị tháo dỡ vào năm 1958.

## Thiết kế và chế tạo
Cleopatra được chế tạo bởi hãng Hawthorn, Leslie and Company, Ltd. tại Hebburn-on-Tyne, Anh Quốc; được đặt lườn vào ngày 5 tháng 1 năm 1939. Nó được hạ thủy vào ngày 27 tháng 3 năm 1940 và được đưa ra hoạt động vào ngày 5 tháng 12 năm 1941.

## Lịch sử hoạt động
Cleopatra đi đến Gibraltar vào đầu năm 1942, và vào ngày 9 tháng 2 nó lên đường đi Malta, nơi nó bị hư hại bởi một quả bom. Sau khi được sửa chữa, nó được chuyển sang Alexandria vào đầu tháng 3 để tham gia Hải đội Tuần dương 15. Nó đã phục vụ như là soái hạm của Đô đốc Philip Vian trong Trận Sirte thứ hai, khi nhóm của ông bao gồm bốn tàu tuần dương hạng nhẹ và 17 tàu khu trục đã kìm chân một lực lượng Hải quân Ý bao gồm thiết giáp hạm Littorio, hai tàu tuần dương hạng nặng, một tàu tuần dương hạng nhẹ và 10 tàu khu trục, vốn được tung ra để đánh chặn đoàn tàu vận tải Anh đi đến Malta. Vào tháng 6 năm 1942, nó bảo vệ cho các chiến dịch Harpoon và Vigorous, và vào tháng 8 nó bắn phá Rhodes như một đòn nghi binh phân tán cho đoàn tàu vận tải trong Chiến dịch Pedestal.

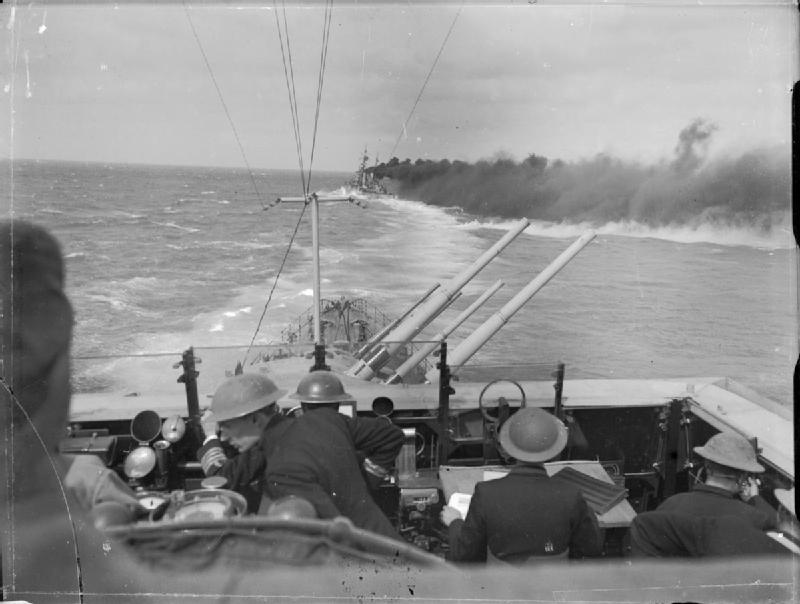
HMS Cleopatra tung ra màn khói che giấu một đoàn tàu vận tải; trong khi HMS Euryalus nâng các khẩu pháo 5,25 inch nhắm vào Hạm đội Ý trong Trận Sirte thứ hai, ngày 22 tháng 3 năm 1942

Cleopatra đi vào ụ tàu tại Massawa vào ngày 19 tháng 9 năm 1942 để thực hiện những sửa chữa nhỏ, và rời khỏi ụ tàu năm ngày sau đó. Trong khi được cho nổi lên, nó bị trượt trên ụ nổi đang nghiêng, cày nát mọi khối gỗ chèn dưới lườn tàu nhưng may mắn chỉ bị hư hại nhẹ cho lườn tàu. Đại tá G. Grantham thuyền trưởng xem vết rò rỉ chỉ là một hư hại nhẹ và ra lệnh cho Cleopatra quay trở lại phục vụ.
Vào tháng 1 năm 1943, Cleopatra tham gia Lực lượng "K", rồi sau đó là lực lượng "Q" tại Bône, nơi nó tấn công các đoàn tàu vận tải của phe Trục đến và đi từ Tunisia. Sau đó, nó nằm trong thành phần Hải đội Tuần dương 12, và đã có mặt trong Chiến dịch Husky, cuộc đổ bộ lực lượng Đồng Minh lên Sicilia vào tháng 6, tiếp nối bằng hoạt động hỗ trợ lực lượng trên bờ. Tuy nhiên, vào ngày 16 tháng 7 năm 1943, Cleopatra trúng phải ngư lôi phóng từ tàu ngầm Ý Dandolo và bị hư hại nặng. Việc sửa chữa tạm thời được thực hiện tại Malta kéo dài cho đến tháng 10 năm 1943, khi nó lên đường đi Philadelphia, Hoa Kỳ, để được sửa chữa triệt để. Công việc này hoàn tất vào tháng 11 năm 1944, và đến năm 1945 nó lên đường đi Đông Ấn thuộc Hà Lan, nơi nó là chiếc tàu đầu tiên đi vào căn cứ vừa được tái chiếm tại Singapore vào tháng 9 năm 1945.
Sau chiến tranh Cleopatra phục vụ cùng với Hải đội Tuần dương 5 tại Đông Ấn cho đến khi quay trở về Portsmouth vào ngày 7 tháng 2 năm 1946 cho một đợt tái trang bị. Sau đó, nó gia nhập Hải đội Tuần dương 2 thuộc Hạm đội Nhà từ năm 1946 đến đầu năm 1951; rồi phục vụ tại Địa Trung Hải từ cuối năm 1951 đến đầu năm 1953. Nó quay trở vào Xưởng tàu Chatham vào ngày 12 tháng 2 năm 1953 để được cho ngừng hoạt động. Vào ngày 15 tháng 12 năm 1958, Cleopatra được cho kéo đến xưởng tàu Newport của hãng J. Cashmore để tháo dỡ.

## Văn hóa đại chúng
Trong khi phục vụ tại Địa Trung Hải sau chiến tranh, Cleopatra đã tham gia vào việc quay cuốn phim Brown on Resolution năm 1953 của C.S.Forester's (được đặt tên Sailor of the King tại Anh, trong khi tại Hoa Kỳ mang tựa đề Single-handed). Cleopatra đóng cả hai vai những con tàu hư cấu "HMS Amesbury" và "HMS Stratford" của Hải quân Hoàng gia. Trong vai Amesbury nó bị đánh chìm một cách anh dũng bởi chiếc tàu cướp tàu buôn Đức Essen mạnh hơn nhiều - do chiếc HMS Manxman (M70) thể hiện với những tháp pháo giả rất lớn; và như chiếc Stratford, nó đi đến chiến thắng vào cuối câu chuyện. Hai cảnh quay chiến trận mô tả chiếc tàu tuần dương hạng nhẹ với cầu tàu mở bắn pháo và ngư lôi trong một số chi tiết.